# 五辻忠子
五辻忠子（いつつじ ちゅうし、藤原忠子，1268年—1319年12月27日），鎌倉時代女性貴族。後宇多天皇的後宮、女院。後醍醐天皇之母。参議五辻忠继之女，母亲是皇后宮亮平高輔之女。花山院師继的養女。院号談天門院。

## 生平
五辻忠继在生忠子的文永5年（1268年）出家。她作为内大臣花山院師继的養女入後宇多天皇後宮，弘安9年（1286年）生弉子內親王（達智門院），1288年生尊治親王（後醍醐天皇）、1292年生性圆法亲王、1294年生承觉法親王。永仁6年（1298年）7月21日，从三位。正安3年（1301年）7月20日，准三宮。嘉元3年（1305年）9月、龟山院崩御，五辻忠子出家，法名蓮花智。当時大觉寺统嫡系是西華門院所生後二条天皇的皇子邦良親王，延慶元年（1308年）後二条天皇崩御，忠子所生尊治親王取代邦良親王为皇太子。尊治親王在文保2年（1318年）即位为後醍醐天皇，忠子于同年四月十二日受院号宣下，号談天門院。元应元年十一月十五日（1319年12月27日），五辻忠子在五十二岁薨。